# Lokalelement
Lokalelemente sind kleinflächige Korrosionselemente (oder Kontaktelemente), die mit bloßem Auge kaum zu erkennen sind. Sie sind deutlich kleiner als 1 mm2. Lokalelemente können Kristallite einer Legierung sein, die sowohl direkt als auch über einen Elektrolyten elektrisch leitend miteinander verbunden sind und eine kurzgeschlossene galvanische Zelle bilden. 
Lokalelemente können an Berührungsstellen von zwei verschiedenen Metallen durch Einwirkung von Feuchtigkeit, zum Beispiel Schwitzwasser, entstehen und dort oft erhebliche Korrosion verursachen. Anfällig sind Lötstellen, Schweißnähte, Vernietungen, Verschraubungen, beschädigte Beschichtungen (zum Beispiel angekratztes Weißblech) und Legierungen.
Häufig ist ein Lokalelement die Ursache für Lochfraßkorrosion.

## Lokalelementbildung in technischem Zink
In der Technik verwendete Metalle enthalten häufig edlere Metalle als Verunreinigungen. So ist in technischem Zink immer eine kleine Menge Kupfer enthalten. Wenn dieses Zink mit kohlenstoffdioxidhaltigem Wasser in Kontakt kommt, bilden sich an der Oberfläche zwischen den Kupferverunreinigungen und dem Zink zahlreiche winzige Lokal- bzw. Kontaktelemente aus. Als Folge löst sich das unedlere Zink auf. Die Elektronen fließen zum edleren Kupfer, wo Oxoniumionen zu Wasserstoffmolekülen reduziert werden.